# Верхошижемьє
Верхошиже́мьє (рос. Верхошижемье) — селище міського типу, центр Верхошижемського району Кіровської області, Росія. Адміністративний центр Верхошижемського міського поселення.

## Населення
Населення поселення становить 4172 особи (2017; 4357 у 2010, 4519 у 2002, 5037 у 1989, 4502 у 1979, 3285 у 1970).

## Історія
1677 року мандрівник архієрей Трифонового монастиря зупинився біля річки Шижма (Дятел-річка) і йому сподобалась місцевість. Через рік тут почалось будівництво монастирської дачі та дерев'яної церква. Селяни-будівельники селились неподалік, де невдовзі утворилось село. 1969 року Верхошижемьє отримало статус селища міського типу.

## Персоналії
- Ісаков Валерій Трохимович 1936—2017) — радянський і російський кінорежисер, кіноактор.